# 아데닌
아데닌(영어: adenine /ˈædɪnɪn/, A)은 핵산인 DNA와 RNA에서 발견되는 5가지 주요 핵염기들 중 하나이며, 나머지는 구아닌(G), 사이토신(C), 티민(T), 유라실(U)이다. 아데닌의 유도체들은 에너지가 풍부한 분자인 아데노신 삼인산(ATP) 및 보조 인자인 니코틴아마이드 아데닌 다이뉴클레오타이드(NAD), 플라빈 아데닌 다이뉴클레오타이드(FAD)의 형태로 세포 호흡을 포함한 생화학에서 다양한 역할을 한다. 또한 아데닌은 단백질 생합성 및 DNA와 RNA의 화학적 구성 성분으로서의 기능도 가지고 있다. 아데닌은 DNA에서 티민, RNA에서 유라실과 상보적인 염기쌍을 형성할 수 있다. 생체 내에서는 인산과 결합하여 아데노신 일인산의 형태로 존재하는 것이 일반적인 형태로 유리된 형태로 존재하는 경우는 거의 없으나, 찻잎에서 간혹 발견된다. 분자생물학 등에서는 약어 A로 흔히 쓰인다. 아데노신이 인산과 결합할 경우, 결합하는 인산의 수에 따라 아데노신 일인산(AMP), 아데노신 이인산(ADP), 아데노신 삼인산(ATP)을 형성할 수 있다.
제시된 그림은 독립적인 분자로서 순수한 아데닌을 보여준다. 아데닌이 디옥시리보스와 결합하면 디옥시리보스의 1' 탄소와 아데닌의 N9 질소 사이에 공유 결합이 형성되어 아데닌의 N9 질소에 있던 수소(-H)가 떨어져 나간다. 보다 큰 분자 구조의 일부일 경우, 아데닌 잔기로도 불린다. 아데노신은 아데닌과 리보스가 결합한 물질로 RNA와 ATP에서 사용되며, 디옥시아데노신은 아데닌과 디옥시리보스가 결합한 물질로 DNA에서 사용된다.

## 구조
|  |

아데닌은 몇 가지 호변 이성질체를 형성하는데 이들은 신속하게 상호전환될 수 있고, 종종 서로 동등한 것으로 간주된다. 그러나 분리된 조건 즉, 불활성 기체 기질 및 기체 상태에서는 주로 9H-아데닌 호변 이성질체가 발견된다.

## 생합성
퓨린 대사에는 아데닌과 구아닌의 생성이 포함된다. 아데닌 뉴클레오타이드와 구아닌 뉴클레오타이드는 둘 다 뉴클레오타이드인 이노신 일인산(IMP)으로부터 유래된 것으로 이들 퓨린 뉴클레오타이드들은 아미노산인 글리신, 글루타민, 아스파르트산 뿐만 아니라 조효소인 테트라하이드로폴산으로부터 유래한 원자들을 사용하여 복합한 경로를 통해 기존의 리보스 5-인산으로부터 퓨린 고리를 순차적으로 합성해 나간다.
아데닌과 구아닌은 핵산을 구성하는 분자 구조들로 핵산에서 정보를 가지고 있는 부분이다. 아데닌과 구아닌은 유기 탄소 기반의 생명체의 형성 과정에서도 중요한 역할을 담당한 것으로 추정된다.

## 특성
찬물에는 잘 녹지 않으며 양쪽성 물질로 산과 염기 모두에 잘 녹는다. 염산을 가하여 180~200 °C로 가열하면 분해된다. 아질산과 작용하면 하이포잔틴이 되고, 산화되면 요소를 생성한다. 산 또는 염기와 반응하여 생성된 염을 이용하여 정제할 수 있다.

## 기능
아데닌은 핵산의 뉴클레오타이드를 형성하는데 사용되는 두 가지 퓨린 핵염기(다른 하나는 구아닌)들 중 하나이다. DNA에서 아데닌은 두 개의 수소 결합을 통해 티민과 결합하여 DNA의 구조를 안정화시키는 것을 돕는다. 단백질 생합성에 사용되는 RNA에서 아데닌은 유라실과 결합한다.
|                  |                  |                  |                  |
| A-T 염기쌍 (DNA) | A-U 염기쌍 (RNA) | A-D 염기쌍 (RNA) | A-Ψ 염기쌍 (RNA) |
아데닌은 리보스와 결합하면 리보뉴클레오사이드인 아데노신을 형성하고, 디옥시리보스와 결합하면 디옥시리보뉴클레오사이드인 디옥시아데노신을 형성한다. 3개의 인산이 아데노신에 첨가되면 뉴클레오사이드 삼인산인 아데노신 삼인산(ATP)을 형성한다. 아데노신 삼인산(ATP)은 화학 반응들 간에 화학 에너지를 전달하는 기본적인 방법들 중 하나로 세포 내 대사에서 사용된다.
|             |                    |
| 아데노신, A | 디옥시아데노신, dA |
아데닌과 인산이 결합한 아데노신 삼인산(ATP)은 광합성, 세포 호흡, 탄수화물의 분해, 근육의 수축, 단백질의 합성 등 생물체의 여러 대사 과정에서 에너지원으로 사용된다.

## 역사

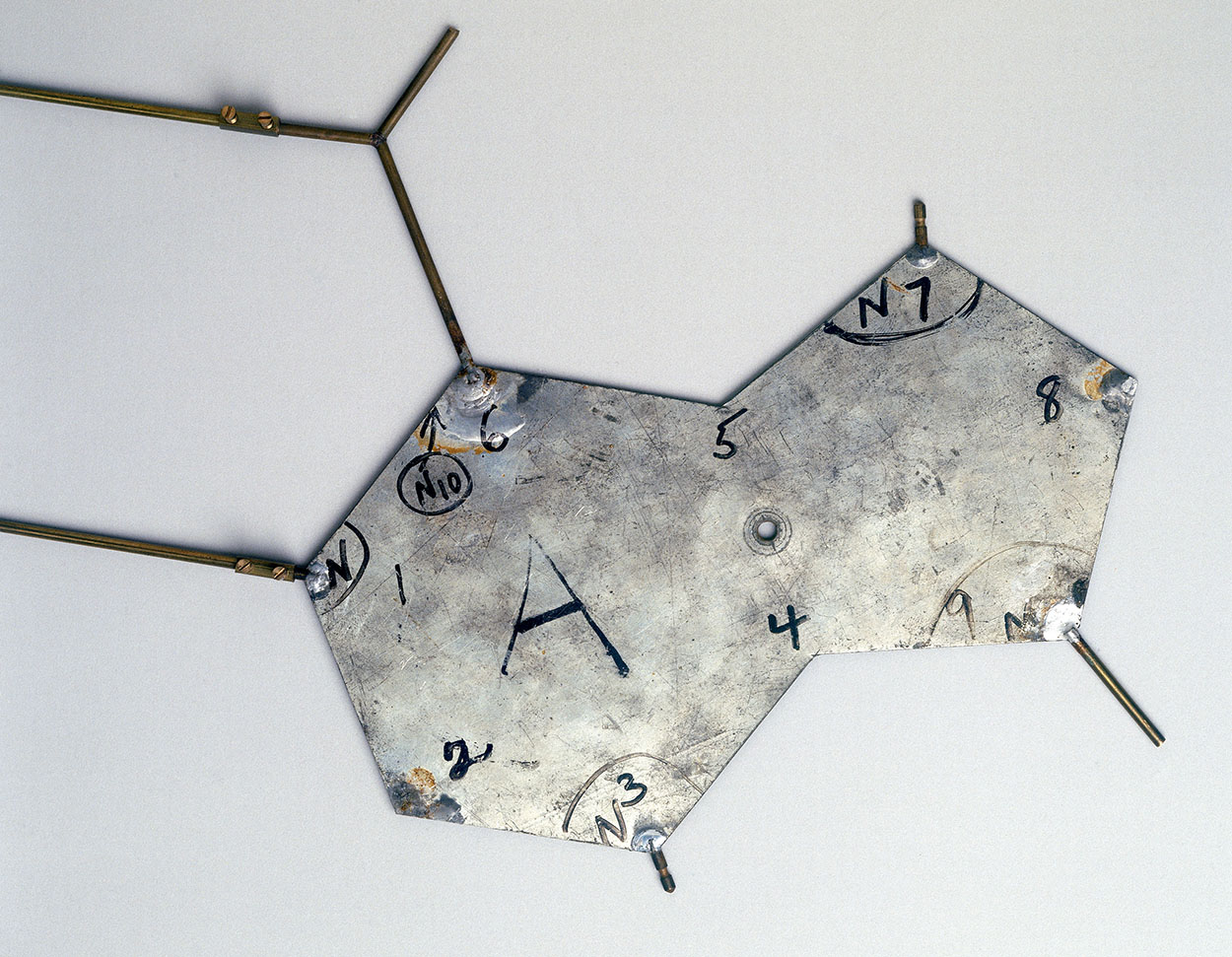
1953년 왓슨과 크릭의 DNA 분자 모델의 아데닌. 이 문서에 사용된 아데닌의 현대적인 그림과 비교하면 사진은 거꾸로 표시된 것으로 보인다.

오래된 문헌에서 아데닌은 종종 비타민 B4로 불렸었다. 아데닌은 신체에서 합성되고 음식물로부터 필수적으로 섭취되지 않아도 되기 때문에 비타민의 정의에 부합되지 않아 더 이상 비타민 B 복합체의 일부가 아니다. 그러나, 비타민 B인 니아신과 리보플라빈은 아데닌과 결합하여 필수적인 보조 인자인 니코틴아마이드 아데닌 다이뉴클레오타이드(NAD)와 플라빈 아데닌 다이뉴클레오타이드(FAD)를 각각 형성한다. 헤르만 에밀 피셔는 일찍이 아데닌을 연구한 과학자들 중 한 명이었다.
아데닌은 1885년에 알브레히트 코셀에 의해 명명되었는데, 코셀의 샘플로부터 추출된 이자(특정한 샘을 뜻하는 그리스어 ἀδήν, "aden")를 참조하여 명명되었다.
1961년에 후안 오로(Joan Oró)가 수행한 실험에서 수용액에 사이안화 수소(HCN)를 포함한 암모니아의 중합 반응으로부터 다량의 아데닌이 합성될 수 있다는 것을 보여주었다. 이것이 지구 상의 생명체의 기원에 영향을 미쳤는지 여부는 논쟁 중에 있다.
2011년 8월 8일, 지구에서 발견된 운석에 대한 NASA의 연구를 바탕으로 DNA와 RNA(아데닌, 구아닌 및 관련 유기 분자들)의 구성 물질이 외계의 우주 공간에서 형성되었을 수도 있다는 가능성을 시사한 보고서가 발표되었다. 2011년에 물리학자들은 아데닌이 "반응 경로를 따라 예상치 못한 가변 범위의 이온화 에너지를 가지고 있다"고 보고했으며, "아데닌이 어떻게 자외선에 노출되어 살아남는지에 대한 실험 데이터를 이해하는 것은 이전에 생각했던 것보다 훨씬 더 복잡하다"라고 제안했다. 어떤 보고서에 따르면, 이러한 발견은 헤테로고리 화합물의 분광 측정에 영향을 미친다.

## 같이 보기
- 핵염기
- 아데노신
- 아데노신 일인산 (AMP)
- 아데노신 이인산 (ADP)
- 아데노신 삼인산 (ATP)